# 25 mars
Pour les articles homonymes, voir Vingt-Cinq-Mars.
25 février 25 avril
Chronologies thématiques
- Croisades
- Ferroviaires
- Sports
- Disney
- Anarchisme
- Catholicisme

Abréviations / Voir aussi
- (° 1852) = né en 1852
- († 1885) = mort en 1885
- a.s. = calendrier julien
- n.s. = calendrier grégorien
- Calendrier
- Calendrier perpétuel
- Liste de calendriers
- Naissances du jour

Le 25 mars est le 84e jour, moins souvent le 85e, de l'année du calendrier grégorien ; il en reste ensuite 281.
C'était généralement le 5e jour du mois de germinal dans le calendrier républicain français officiellement dénommé jour de la poule.

## Événements

### VIIIesiècle
- 717 : l'empereur byzantin Théodose III abdique et entre dans le clergé.

### XIesiècle
- 1005 : Kenneth III d'Écosse, roi d'Écosse de 997 à 1005, est tué - ainsi que son fils Giric - à la bataille de Monzievaird, contre Malcolm, son cousin, qui va lui succéder (fin du règne en 1034).

### XIVesiècle
- 1306 : couronnement de Robert Ier d'Écosse.

### XVesiècle
- 1436 : le pape Eugène IV consacre la coupole du dôme de Florence, construite depuis 1420 sur des plans de Brunelleschi, qui achève ainsi la basilique, dont la construction avait débuté en 1293.
- 1437 : le nouveau roi d'Écosse Jacques II, âgé de sept ans, est sacré en l'abbaye Holyrood d'Edimbourg.

### XVIesiècle
- 1507 : l'armée du roi de France Louis XII intervient à Gênes pour rétablir [son] ordre.
- 1555 : fondation de la ville de Valencia au Venezuela.
- 1581 : la fête du Nouvel An est célébrée pour la dernière fois en ce jour ; désormais, avec l'entrée en vigueur du calendrier grégorien, l'année débutera le premier janvier.

### XVIIesiècle
- 1649 : Miracle de l'Osier dans le hameau des Plantets près de Vinay, dans le Dauphiné[1].
- 1655 : Christian Huygens découvre Titan, un satellite naturel de Saturne.

### XVIIIesiècle
- 1730 : François Poulin de Francheville obtient un brevet d’exploitation du minerai de fer et crée les Forges du Saint-Maurice à Trois-Rivières, la première industrie lourde du Canada.
- 1734 : mariage de Guillaume IV d'Orange-Nassau avec Anne de Hanovre.
- 1796 : combat de la Croix-Couverte, pendant la Chouannerie.
- 1799 : l'armée française commandée par Jean-Baptiste Jourdan est battue par l'armée autrichienne commandée par l'archiduc Charles à la bataille de Stockach.

### XIXesiècle
- 1802 : la paix d'Amiens est signée entre la France d'une part, et le Royaume-Uni, l'Espagne, La Hollande, et l'Empire ottoman, d'autre part, qui met fin à la Deuxième Coalition.
- 1807 : la loi portant sur l'abolition de la traite atlantique est agréée par le roi George III et prend force de loi dans tout l'Empire britannique.
- 1821 : la guerre d'indépendance grecque est censée commencer au monastère d'Aghia Lavra à Kalavryta au nord du Péloponnèse, mais cette date est en réalité symbolique.
- 1833 : révolution en Haïti.
- 1848 : à Milan, les insurgés victorieux des Autrichiens, acclament Charles-Albert, roi du Piémont et ses troupes qui entrent dans la ville.
- 1854 : la France et la Grande-Bretagne déclarent la guerre à la Russie : début de la guerre de Crimée.
- 1868 : au Japon, pour la deuxième fois, l'empereur se montre en public.
- 1876 : en Italie, les progressistes, sous la direction d'Agostino Depretis, forment un gouvernement et engagent le pays sur une voie réformiste.
- 1896 : ouverture des premiers Jeux olympiques modernes. À l'initiative du baron français Pierre de Coubertin, les premiers Jeux olympiques sont organisés à Athènes en mémoire de la tradition antique. Quatorze pays y sont représentés pour un total de 285 athlètes.

### XXesiècle
- 1901 : à Manchester, fabrication du premier moteur Diesel à deux temps.
- 1905 : la Grande-Bretagne et les États-Unis s'entendent sur le tracé de la frontière entre l'Alaska et le Canada.
- 1911 : à New York (États-Unis), un incendie à l’usine de la Triangle Shirtwaist Company tue 146 personnes.
- 1918 : 
  - conférence d'Abbeville entre le maréchal Haig et les généraux Wilson et Foch, prépare la conférence de Doullens.
  - la République populaire biélorusse proclame son indépendance.
- 1924 : proclamation de la première république en Grèce (confirmée par référendum le 13 avril).
- 1931 : les Scottsboro Boys sont faussement accusés de viol dans l'Alabama.
- 1932 : Johnny Weissmuller, nageur, devient acteur dans « Tarzan, l'homme singe ».
- 1936 : signature du second traité naval de Londres entre la France, la Grande-Bretagne et les États-Unis.
- 1939 : élection du cardinal italien Eugenio Pacelli comme pape sous le nom de Pie XII.
- 1941 :
  - la Yougoslavie et la Bulgarie adhèrent à l'axe Berlin-Rome-Tokyo.
  - André Breton, son épouse Jacqueline Lamba et leur fille Aube embarquent à Marseille pour New York. Max Ernst, Wifredo Lam, Claude Lévi-Strauss, André Masson et Victor Serge les accompagnent.
- 1944 : dans la nuit du 24 au 25 mars, après avoir creusé un tunnel, soixante-seize aviateurs alliés s'évadent d'un camp en Pologne ; trois d'entre eux atteindront l'Angleterre, la plupart des autres, dont un Français, seront abattus par les Allemands ; leur histoire inspirera le film La Grande Évasion.
- 1947 : un accident dans une mine de Centralia, États-Unis, tue 111 personnes.
- 1948 : première prévision de tornade couronnée de succès, par Robert C. Miller et E. J. Fawbush de la USAAF.
- 1949 : lancement de l'opération Priboï, déportation massive des Estoniens, Lettons et Lituaniens.
- 1954 : le premier récepteur commercial de télévision est mis sur le marché par la compagnie RCA.
- 1956 : après trois jours de spectacles de rock and roll animé par le disc-jockey Alan Freed dans un théâtre de Hartford, dans le Connecticut (États-Unis), la police a arrêté 11 adolescents et annulé l'autorisation d'exploitation. Ce qui amène un psychiatre à déclarer lors de son témoignage devant le comité chargé d'émettre les autorisations que « le rock and roll est une maladie contagieuse causant l'insécurité des jeunes adolescents et incitant les plus vieux à faire des gestes bizarres. C'est une musique tribale relevant du cannibalisme ».
- 1957 : la France, l'Allemagne de l'Ouest, l'Italie, la Belgique, le Luxembourg et les Pays-Bas signent à Rome deux traités : le traité instituant la Communauté économique européenne et le traité instituant la Communauté européenne de l'énergie atomique.
- 1962 : la France rappelle son ambassadeur à Moscou pour protester contre la reconnaissance par Moscou du Gouvernement provisoire de la République algérienne.
- 1965 : la troisième marche de Selma à Montgomery arrive finalement à destination.
- 1966 : cinq alpinistes atteignent pour la première fois le sommet de l'Eiger dans les Alpes suisses.
- 1969 : le président pakistanais Ayoub Khan remet le pouvoir aux militaires, après onze ans de règne.
- 1971 : échec de l'opération Lam Son 719 pendant la guerre du Viêt Nam.
- 1975 :
  - les Sud-Vietnamiens perdent Hué.
  - le roi Fayçal d'Arabie saoudite est assassiné à Riyad par son neveu. Son demi-frère, le prince Khaled, lui succède.
- 1976 : première des apparitions mariales de Betania au Venezuela. Ces apparitions sont reconnues par l'Église en 1987[2].
- 1977 : Paris élit son maire Jacques Chirac pour la première fois au suffrage universel. Paris n'avait plus eu de maire élu depuis Étienne Arago, voire Jules Ferry ou deux de leurs successeurs directs dans les années 1870[3].
- 1979 : les présidents Anouar el-Sadate et Menahem Begin se mettent d'accord à Washington sur les modalités de la signature du traité de paix entre l'Égypte et Israël.
- 1982 : une ordonnance des lois Auroux abaisse l'âge de la retraite en France à soixante ans.
- 1984 : Consécration de la Russie et du monde par le pape Jean-Paul II au Vatican[4].
- 1990 : en Nouvelle-Calédonie, Paul Néaoutyine devient le nouveau chef du Front de la libération kanak.
- 1994 : les États-Unis achèvent leur retrait militaire de Somalie ; l'opération humanitaire avait été lancée quinze mois plus tôt par George Bush père.
- 1996 :
  - Mariage de Johnny Hallyday et Laeticia à la mairie de Neuilly-sur-Seine
  - les États-Unis, la France et la Grande-Bretagne signent un traité mettant fin à un demi-siècle d'expérimentations atomiques dans le Pacifique sud.
  - le Comité Vétérinaire de l'Union européenne interdit l'exportation de bœuf britannique à cause de l'ESB (encéphalopathie spongiforme bovine).
- 1997 : l'ancien député-maire socialiste d'Angoulême, Jean-Michel Boucheron, réfugié en Argentine depuis février 1992, est écroué à la maison d'arrêt de la Santé après avoir été extradé.
- 1998 : la Commission européenne retient officiellement onze pays dont la France pour être candidats à la nouvelle monnaie unique, l'euro.
- 2000 : le Congrès chilien vote un amendement constitutionnel accordant l'immunité aux anciens présidents de la République, dont le général Augusto Pinochet.

### XXIesiècle
- 2001 :
  - le socialiste Bertrand Delanoë est élu maire de Paris.
  - Épidémie de fièvre aphteuse : le ministère britannique de l'Agriculture confirme que 47 nouveaux foyers de la maladie ont été décelés, ce qui porte à 607 le nombre total de foyers découverts depuis le début de la crise. Jean Glavany maintient qu'il y a une probabilité de fraude dans le deuxième cas détecté en France.
- 2002 : Safiya Hussaini (en), victime de la charia au Nigeria, est acquittée en appel.
- 2003 : la bataille d'Umm Qasr s'achève sur une victoire de la Coalition pendant la guerre d'Irak.
- 2004 :
  - le Premier ministre britannique Tony Blair entame à Tripoli la première visite d'un chef de gouvernement britannique depuis l'indépendance du pays, en 1951, tenant ainsi une promesse faite au colonel Mouammar Kadhafi qui s'était engagé en décembre 2003 à démanteler son programme d'armes de destruction massive.
  - une marche pacifique organisée à Abidjan par le PDCI d'Henri Konan Bédié pour protester contre le blocage des accords de Marcoussis, alors que les manifestations sont interdites par décret depuis le 18, est réprimée par les forces armées : il y a 120 morts.
  - les ex-rebelles et le principal parti d'opposition suspendent leur participation au gouvernement ivoirien de Laurent Gbagbo, quelques heures après des affrontements meurtriers entre forces de l'ordre et opposants à Abidjan.
- 2007 : en Allemagne, libération de Brigitte Mohnhaupt, figure historique de Fraction armée rouge, après 24 ans de prison.
- 2008 : l'armée irakienne déclenche une offensive pour reprendre le contrôle de Bassorah, aux mains des insurgés de l'Armée du Mahdi.
- 2017 : célébrations du 60e anniversaire du traité instituant la Communauté économique européenne (traité de Rome de 1957) et marche pour l'Europe dans ladite ville.

## Arts, culture et religion
- 421 : début de la construction de l'église Saint-Jacques-du-Rialto à Venise selon la tradition.
- 1839 : en France, le poète Alphonse de Lamartine publie Les Recueillements.
- 1946 : première de la Sonatine no 2 pour 16 instruments à vent de Richard Strauss, créée à Winterthour.
- 1985 : Amadeus, du réalisateur Miloš Forman, rafle 8 Oscars.
- 1987 :
  - sortie en France du film Le Grand Chemin, avec Anémone et Richard Bohringer.
  - sortie en France du film Platoon, d'Oliver Stone.
- 1991 : Danse avec les loups, de l'acteur-réalisateur Kevin Costner, récolte 7 Oscars, lors de la 63e remise des prix de l'Académie du cinéma.
- 1992 : ouverture du parc à thème Huis Ten Bosch au Japon.
- 1996 : l'épopée historique à gros budget Braveheart mettant en vedette Mel Gibson et réalisée par lui récolte 5 statuettes lors de la remise des Oscars.

## Sciences et techniques
- 1989 : première double greffe médicale d'un cœur et d'un pancréas aux États-Unis.
- 2012 : James Cameron explore le fond de la fosse des Mariannes à bord du Deepsea Challenger.
- 2025 : des archéologues annoncent la découverte du trésor de Melsonby, composé de centaines d'objets de l'âge du fer, dans le Yorkshire du Nord, en Angleterre[5].

## Économie et société
- 1949 : parution du premier numéro de Paris Match.
- 1990 : 
  - en Suisse, quatre malfaiteurs dérobent 35 millions de Francs suisses au siège de l'Union de banques suisses à Genève lors d'un des plus gros braquage dans ce pays.
  - à New York, un incendie criminel dans une discothèque illégale (en) fait quatre-vingt-sept morts et six blessés.
- 1998 : un séisme de magnitude 8,1 se produit près de la dorsale sud-est indienne à environ 700 kilomètres au nord-ouest des îles Balleny[6].
- 2002 : un séisme de 5,8 degrés sur l'échelle ouverte de Richter frappe le nord de l'Afghanistan et tue un millier de personnes.

## Naissances

### XIIesiècle
- 1157, entre 1er mars et ce 25 courant : Alphonse II d'Aragon dit Le Chaste, roi d'Aragon de 1162 à 1196, comte de Barcelone de 1162 à 1196, comte de Provence de 1166 à 1196 et comte de Roussillon de 1172 à 1196 († 25 avril 1196).

### XIIIesiècle
- 1259 : Andronic II Paléologue, empereur byzantin de 1282 à 1328 († 13 février 1332).
- 1297 : Andronic III Paléologue, empereur byzantin de 1328 à 1341 († 15 juin 1341).

### XIVesiècle
- 1347 : sainte Catherine de Sienne, née Catherine Benincasa, mystique, tertiaire dominicaine et théologienne italienne († 29 avril 1380).

### XVIesiècle
- 1541 : François Ier de Médicis, grand-duc de Toscane († 19 octobre 1587).
- 1593 : Jean de Brébeuf, missionnaire jésuite français au Canada, martyrisé († 16 mars 1649).

### XVIIesiècle
- 1699 : Johann Adolph Hasse, compositeur allemand († 23 décembre 1783).

### XVIIIesiècle
- 1739 : Édouard-Auguste de Grande-Bretagne, duc d’York et d’Albany († 17 septembre 1767)
- 1762 : Thomas Alexandre Dumas (Thomas Alexandre Davy de la Pailleterie dit le général Dumas), général d'Empire († 26 février 1806).
- 1767 : Joachim Murat, maréchal d'Empire français († 13 octobre 1815).
- 1795 : Jacques Louis Randon, comte et maréchal de France († 16 janvier 1871).

### XIXesiècle
- 1807 : Dominique Alexandre Godron, médecin, botaniste, géologue et spéléologue français († 16 août 1880).
- 1821 : Robert Bentley, botaniste britannique († 24 décembre 1893).
- 1825 : François Chifflart, peintre, dessinateur et graveur français († 19 mars 1901).
- 1842 : Antonio Fogazzaro, poète, écrivain italien († 7 mars 1911).
- 1856 : Martin Powell, joueur de baseball américain († 5 février 1888).
- 1867 : Arturo Toscanini, chef d'orchestre italien († 16 janvier 1957).
- 1876 : Irving Baxter : athlète américain d'origine sioux, double champion olympique († 13 juin 1957).
- 1881 : 
  - Béla Bartók, compositeur et pianiste hongrois († 26 septembre 1945).
  - Edmund Curtis, historien britannique († 25 mars 1943).
- 1886 : Athénagoras, patriarche de Constantinople († 7 juillet 1972).
- 1887 : Chūichi Nagumo, militaire japonais († 6 juillet 1944).
- 1892 : Andy Clyde, acteur écossais († 18 mai 1967).
- 1895 : Valéry Inkijinoff, acteur français, d'origine russe († 26 septembre 1973).
- 1897 : Jean Epstein, cinéaste français († 3 avril 1953).
- 1899 :
  - Jacques Audiberti, poète, écrivain et dramaturge français († 10 juillet 1965).
  - Herbert James « Burt » Munro, motocycliste néo-zélandais († 6 janvier 1978).
  - François Rozet, acteur québécois d’origine française († 8 avril 1994).

### XXesiècle
- 1901 : Ed Begley, acteur américain († 28 avril 1970).
- 1903 :
  - Binnie Barnes, actrice et chanteuse anglo-américaine († 27 juillet 1998).
  - Frankie Carle, pianiste, chef d'orchestre et compositeur américain († 7 mars 2001).
- 1905 : Elisabetta Martinez, religieuse italienne, fondatrice, bienheureuse († 8 février 1991).
- 1906 : Jean Sablon, chanteur français († 24 février 1994).
- 1908 :
  - David Lean, réalisateur britannique († 16 avril 1991).
  - Henri Rochereau, homme politique français († 15 janvier 1999).
- 1911 : Jack Ruby, homme d'affaires américain, propriétaire de boîte de nuit et assassin de Lee Harvey Oswald († 3 janvier 1967).
- 1912 :
  - Melita Norwood, fonctionnaire britannique et agent d’espionnage du KGB († 2 juin 2005).
  - Jean Vilar, acteur et metteur en scène de théâtre français († 28 mai 1971).
- 1918 : Howard Cosell (en), journaliste sportif américain († 23 avril 1995).
- 1920 : 
  - Patrick Troughton, acteur anglais († 28 mars 1987).
  - Paul Scott, écrivain britannique († 1er mars 1978).
- 1921 :
  - Lionel Cottet, homme politique français († 15 août 2010).
  - Nancy Kelly, actrice américaine († 2 janvier 1995).
  - Simone Signoret, actrice française († 30 septembre 1985).
- 1923 : Bonnie Guitar (en), chanteuse américaine († 12 janvier 2019).
- 1924 : Machiko Kyō, actrice japonaise († 12 mai 2019).
- 1925 : 
  - Janette Bertrand, actrice, animatrice et auteure québécoise.
  - Pierre Daigneault, acteur québécois († 18 décembre 2003).
  - Flannery O'Connor, écrivaine américaine († 3 août 1964).
- 1926 : László Papp, boxeur hongrois, triple champion olympique († 16 octobre 2003).
- 1928 : James Lovell, astronaute américain.
- 1930 : Robert Mouynet, footballeur international français, 3e lors de la Coupe du monde de 1958 en Suède.
- 1931 : Jacques Bens, écrivain et poète français, cofondateur de l'Oulipo († 26 juillet 2001).
- 1933 : 
  - Nicholas Georgiade, acteur américain.
  - Henio Żytomirski, garçon juif polonais victime de la Shoah († 9 novembre 1942).
- 1934 :
  - Johnny Burnette, chanteur et musicien américain de rockabilly († 14 août 1964).
  - Karlheinz Schreiber, homme d’affaires, représentant d'intérêts et trafiquant d’armes germano-canadien.
  - Gloria Steinem, journaliste et promotrice du droit des femmes américaine.
- 1935 : Marcel Sabourin, acteur québécois.
- 1937 : Pierre-André Boutang, journaliste et producteur français de télévision († 20 août 2008).
- 1938 :
  - Hoyt Axton, compositeur et acteur américain († 26 octobre 1999).
  - Daniel Buren, peintre et sculpteur français.
- 1940 :
  - Anita Bryant, chanteuse américaine.
  - Jean Ichbiah, inventeur français du langage de programmation Ada († 26 janvier 2007).
  - Mina (Mina Anna Mazzini), chanteuse italienne.
- 1941 : Jacky Simon, footballeur français († 5 décembre 2017).
- 1942 : 
  - Alexis Dipanda Mouelle, premier président de la cour suprême du Cameroun.
  - Aretha Franklin, chanteuse américaine († 16 août 2018).
- 1943 : 
  - Paul Michael Glaser, acteur américain (Starsky et Hutch).
  - Pavel Lednev, pentathlonien soviétique, champion olympique († 23 novembre 2010).
- 1944 : Noëlle Cordier, chanteuse française.
- 1946 :
  - Daniel Bensaïd, philosophe et homme politique français († 12 janvier 2010).
  - Maurice Krafft, volcanologue français († 3 juin 1991).
- 1947 : Elton John (sir Elton Hercules John né Reginald Kenneth Dwight), chanteur et pianiste britannique anglais.
- 1948 : Bonnie Bedelia, actrice américaine.
- 1949 :
  - Philippe de Villiers, homme politique français.
  - Margaret Wheeler, femme politique britannique.
- 1951 : Maizie Williams, chanteuse britannique du groupe Boney M..
- 1952 : Georges Baumgartner, journaliste suisse.
- 1954 : 
  - Brigitte Métra, architecte française.
  - Girgina Skerlatova, basketteuse bulgare.
- 1958 :
  - María Colón, athlète cubaine, championne olympique du lancer du javelot.
  - Renauld de Dinechin, évêque catholique français, évêque de Soissons, Laon et Saint-Quentin.
  - Pierre Kroll, dessinateur belge.
  - Marcel Fobert, auteur-compositeur producteur français.
  - Bernard de La Villardière, journaliste français de télévision.
- 1960 : 
  - Peter Seisenbacher, judoka autrichien, double champion olympique.
  - Brenda Strong, actrice américaine.
- 1962 : Marcia Cross, actrice américaine.
- 1965 : 
  - Stefka Kostadinova, athlète bulgare, championne olympique du saut en hauteur.
  - Sarah Jessica Parker, actrice américaine.
  - Mary Wayte, nageuse américaine, championne olympique.
  - María Isabel Urrutia, haltérophile colombienne, championne olympique.
- 1966 :
  - Siti Aisyah Alias, chercheuse malaisienne.
  - Tom Glavine, joueur de baseball américain.
  - Jeff Healey, chanteur et guitariste canadien († 2 mars 2008).
  - Austen Ivereigh, écrivain catholique anglais.
- 1967 : Brigitte McMahon, triathlète suisse, championne olympique.
- 1969 : Cathy Dennis, chanteuse et compositrice britannique.
- 1970 : Vladimir Pychnenko, nageur russe, champion olympique.
- 1971 : 
  - Sheryl Swoopes, basketteuse américaine.
  - Stacy Dragila, athlète américaine, championne olympique de saut à la perche.
- 1972 : Sébastien Flute, archer français, champion olympique.
- 1973 :
  - Anders Fridén, chanteur et producteur de musique suédois.
  - Bob Sura, basketteur américain.
- 1975 : Monica Knudsen, footballeuse norvégienne, championne olympique.
- 1976 :
  - Serge Betsen, joueur de rugby français.
  - Wladimir Klitschko, boxeur professionnel ukrainien.
- 1977 : 
  - Darko Perić, acteur serbe.
  - Andrew Lindsay, rameur d'aviron britannique, champion olympique.
- 1979 : Lee Pace, acteur américain.
- 1981 : Julián de Guzmán, footballeur international canadien
- 1982 : Danica Patrick, pilote automobile américaine.
- 1986 : 
  - Kyle Lowry, basketteur américain.
  - Jean-Philippe Tanguy, député français.
- 1987 : 
  - Ryu Hyun-jin, joueur de baseball sud-coréen.
  - Abdalaati Iguider, athlète marocain.
  - Rob Jetten, homme politique néerlandais.
  - Jade Morgan, joueuse de badminton sud-africaine.
  - Victor Nsofor Obinna, footballeur nigérian.
  - Nobunari Oda, patineur artistique japonais.
- 1988 :
  - Juan Figallo, joueur de rugby argentin.
  - Big Sean, rappeur américain.
- 1989 : Alyson Renae « Aly » Michalka, chanteuse, actrice et auteure américaine.
- 1991 :
  - Wilco Kelderman, cycliste néerlandais[7]
  - Soukayna El Aouni, taekwondoïste marocaine.
- 1992 : 
  - Shawn Jones, basketteur américain.
  - Bryan Pelé, footballeur français.
- 1993 :
  - Sam Johnstone, footballeur anglais.
  - Phil Maton, joueur de baseball américain.
  - Adonis Thomas, basketteur américain.
- 1997 : Prakash Neupane, rappeur et chanteur népalais.

## Décès

### XIesiècle
- 1005 : Kenneth III d'Écosse, roi d'Écosse de 997 à 1005 (° inconnue).

### XIIIesiècle
- 1223 : Alphonse II de Portugal, troisième roi de Portugal (° 23 avril 1185).
- 1249 : Pierre de Vendôme, comte de Vendôme (°C. 1200).

### XVIesiècle
- 1558 : Marcos de Niza, explorateur et moine franciscain espagnol (°C. 1495).
- 1561 : Conrad Lycosthenes, humaniste alsacien (° août 1518).

### XVIIesiècle
- 1623 : Henri de La Tour d'Auvergne, duc de Bouillon, maréchal de France (° 28 septembre 1555).

### XVIIIesiècle
- 1712 : Nehemiah Grew, naturaliste britannique (° 26 septembre 1641).
- 1734 : Toussaint-François Rallier du Baty, maire de Rennes au mandat le plus long, sous lequel a eu lieu le grand incendie de décembre 1720 (° 1er août 1665)[8].
- 1738 : Turlough O'Carolan (Toirdhealbhach Ó Cearbhalláin), harpiste et compositeur irlandais (° 1670)
- 1751 : Frédéric Ier de Suède, roi de Suède (° 23 avril 1676).

### XIXesiècle
- 1801 : Novalis (Friedrich Leopold, Freiherr von Hardenberg dit), poète allemand (° 2 mai 1772).
- 1823 : François Sébastien Christophe Laporte, avocat et député français (° 15 septembre 1760).
- 1848 : Maximilien Dubois-Descours de la Maisonfort, général de division français (° 11 juin 1792).
- 1865 : Feliks Paweł Jarocki, zoologiste polonais (° 14 janvier 1790).
- 1886 : 
  - Samuel Ward Francis, médecin et inventeur américain (° 26 décembre 1835).
  - Marie-Thérèse de Modène, princesse austro-hongroise (° 14 juillet 1817).
- 1888 : Désiré Nisard, homme politique, écrivain et critique littéraire français (° 20 mars 1806).

### XXesiècle
- 1914 : Frédéric Mistral, poète français, prix Nobel de littérature 1904 (° 8 septembre 1830).
- 1916 : Ishi, dernier indien Yana (°C. 1860).
- 1918 : Claude Debussy, compositeur français (° 22 août 1862).
- 1919 : Wilhelm Lehmbruck, sculpteur allemand (° 4 janvier 1881).
- 1943 : Edmund Curtis, historien britannique (° 25 mars 1881).
- 1946 : Aileen Manning, actrice américaine (° 20 janvier 1886).
- 1956 : 
  - Robert Newton, acteur britannique (° 1er juin 1905).
  - Giovanni Scolari, illustrateur et auteur de bande dessinée italien (° 26 novembre 1882).
- 1957 : Max Ophüls (Max Oppenheimer), cinéaste français, d'origine allemande (° 6 mai 1902).
- 1963 : Ernest Johnson, joueur de hockey sur glace canadien (° 26 février 1886).
- 1964 : Charles Benjamin Howard, homme d’affaires, industriel et homme politique québécois (° 27 septembre 1885).
- 1969 : Max Eastman, écrivain américain (° 4 janvier 1883).
- 1975 : Fayçal II d'Arabie saoudite, roi d'Arabie saoudite (°C. 1905).
- 1977 :
  - Alphonse Massamba-Débat, président de la République du Congo de 1963 à 1968 (° 1921).
  - Nunnally Johnson, scénariste et producteur américain (° 5 décembre 1897).
- 1979 : Lionel Bertrand, homme politique québécois (° 10 mars 1906).
- 1980 :
  - Milton Erickson, psychiatre américain (° 5 décembre 1901).
  - Walter Susskind, chef d’orchestre britannique d’origine tchèque (° 1er mai 1913).
- 1982 : Goodman Ace (en), humoriste américain (° 15 janvier 1899).
- 1983 : Jacques Debronckart, compositeur français (° 13 janvier 1934).
- 1987 : Moustache (François Alexandre Galépidès dit), batteur de jazz et acteur français d'origine grecque (° 14 février 1929).
- 1989 : Willy de Spens, écrivain français (° 17 février 1911).
- 1991 :
  - Pierre Goursat, catholique français, fondateur de la communauté de l’Emmanuel (° 15 août 1914).
  - Mgr Lefebvre (Marcel Lefebvre), archevêque catholique français, excommunié par Jean-Paul II en juin 1988 (° 29 novembre 1905).
- 1994 : Max Petitpierre, homme politique suisse (° 26 février 1899).
- 1999 : Cal Ripken, Sr., joueur et gérant de baseball américain (° 17 décembre 1935).

### XXIesiècle
- 2006 :
  - Richard Fleischer, réalisateur américain (° 8 décembre 1916).
  - Buck Owens, chanteur et guitariste américain (° 15 août 1929).
- 2008 :
  - Christian Cabal, homme politique français (° 27 septembre 1943).
  - Philippe Garigue, politicologue et universitaire canadien d'origine britannique (° 13 octobre 1913).
  - Thierry Gilardi, journaliste sportif français (° 26 juillet 1958).
  - Abby Mann, scénariste américain (° 1er décembre 1927).
- 2013 : Jean-Marc Roberts, éditeur et écrivain français (° 3 mai 1951).
- 2016 : Imre Pozsgay, homme politique hongrois, ministre, artisan de la fin de l'ancien régime et de la chute du bloc de l'Est (° 26 novembre 1933).
- 2017 : 
  - Giorgio Capitani, réalisateur de cinéma italien (° 29 décembre 1927).
  - Benoît Girard, acteur québécois (° 26 janvier 1932).
- 2020 : Jean-Yves Veillard, historien français et rennais (° 19 février 1939).
- 2021 : 
  - Larry McMurtry, romancier, essayiste et scénariste américain, coscénariste du film Le Secret de Brokeback Mountain en 2005 (° 3 juin 1936).
  - Bertrand Tavernier, réalisateur, scénariste, producteur et écrivain français (° 25 avril 1941).
- 2024 :
  - Laurent Achard, réalisateur et scénariste français (° 17 avril 1963).
  - Claude Alphandéry, résistant, banquier et économiste français (° 27 novembre 1922).
  - Ushio Amagatsu, danseur et chorégraphe japonais (° 31 décembre 1949).
  - Chris Cross, musicien britannique (° 14 juillet 1952).
  - David Forbes, hockeyeur sur glace canadien (° 16 novembre 1948).
  - Elisabeth Guttenberger, Sinti allemande, survivante du Porajmos, le génocide des Roms (° 6 février 1926).
  - Maurice El Médioni, pianiste compositeur interprète franco-algérien (° 18 octobre 1928).
- 2025 :
  - Évelyn Séléna, actrice française (° 25 mars 2025).
  - Juan Aguilera, joueur de tenneis espagnol (° 22 mars 1962).
  - Edith Ballantyne, féministe et pacifiste canadienne (° 10 décembre 1922).
  - Gananath Obeyesekere, anthropologue sri-lankais (° 2 février 1930).
  - Masahiro Shinoda, réalisateur et scénariste japonais (° 9 mars 1931).
  - François Trucy, homme politique français (° 9 juin 1931).

## Célébrations

### Internationales
- Journée internationale du souvenir des victimes de l’esclavage et de la traite transatlantique commémorée par l'ONU en souvenir de la loi britannique sur l'abolition de la traite atlantique en 1807[9];
- Journée de la procrastination.

### Nationales
- Angleterre (Royaume-Uni) : un des quatre Quarter Days (en).
- Biélorussie : journée de la liberté commémorant la création en 1918 de la République populaire biélorusse au sein de la jeune URSS[10].
- Chypre, Grèce : fête nationale commémorant le début de la guerre d'indépendance contre l'Empire ottoman / turc en 1821.
- Maryland (États-Unis) : Maryland Day (en) / jour du Maryland commémorant l'arrivée en 1634 de colons dans l'ancienne province du Maryland.
- Saint-Marin : anniversaire d'Arengo et festa delle Milizie / fête de la milice[11].
- Slovénie : fête des mères.

### Religieuses
- Fêtes religieuses romaines : Hilaria, en l'honneur de la déesse phrygienne Cybèle[12].
- Journée européenne de l'enfant à naître organisée par le Conseil pontifical pour la famille ;
- Bahaïsme : cinquième jour du mois de la splendeur (bahá' بهاء) dans le calendrier badí‘.
- Ancien premier jour de l'an dans certaines parties de l'Occident chrétien (comme à Florence) jusqu'en 1581 (voir Événements et calendrier julien).
- Fête chrétienne : commémoration de l'Annonciation (sauf si le 25 mars tombe un dimanche ou pendant la semaine sainte, comme en 2012 et 2013 où elle se trouva transférée au 8, puis 9 avril[13]), célébrant l'annonce faite à la Vierge Marie de sa maternité divine à venir (le 25 décembre, soit neuf mois plus tard jour pour jour), par l'archange Gabriel (le lendemain de l'Annonce de sa parentalité à venir faite par ce dernier à Zacharie, futur père du Baptiseur Jean le précurseur, voir 24 mars).

#### Le 25 mars dans la tradition judéo-chrétienne
Voir Traditions ci-après in fine.

### Saints des Églises chrétiennes

#### Saints catholiques et orthodoxes du jour
Saints catholiques et orthodoxes du jour :
- "Le bon larron" Dismas († Ier siècle), celui qui, depuis l'une des deux croix voisines de celle de Jésus, reconnut celui-ci comme le Messie - fêté le 12 octobre en Orient.
- Dule († IVe siècle), martyrisée par un soldat païen de Nicomédie dont elle était l'esclave.
- Hermeland d'Indre († 718), abbé sur l'île d'Indre (actuelle Loire-Atlantique française).
- Kennocha († 1007), moniale écossaise.
- Humbert de Maroilles († 681), 1er abbé de l'abbaye de Maroilles.
- Matrone de Thessalonique (es) († 304), martyre à Thessalonique.
- Monas de Milan (it) († 304), 5e évêque de Milan.
- Nicodème de Mammola (it) († 990), ermite à Mammola.
- Pélage († IVe siècle), exilé en Arabie par l'empereur arien Valens.
- Quirin de Rome († 269), martyr à Rome.

#### Saints et bienheureux catholiques du jour
Saints et bienheureux catholiques du jour :
- Camille Costa de Beauregard († 1910), bienheureux prêtre français.
- Émilien Kovc († 1944), bienheureux prêtre ukrainien martyr au camp d'extermination de Majdanek pour avoir protégé des Juifs en Ukraine.
- Évrard de Schaffhouse (de) († 1078), bienheureux comte de Nellenburg (de) puis moine à Schaffhouse.
- Herman de Zahringen († 1074), bienheureux moine originaire de Suisse.
- Hilaire Januszewski (pl) († 1945), bienheureux carme polonais martyr au camp de concentration de Dachau.
- Ida de Liège († 1250), bienheureuse 1re abbesse de l'abbaye d'Argensolles.
- Jacques Bird († 1592), bienheureux laïc anglais, martyr à Winchester (Angleterre).
- Lucie Filippini († 1732), religieuse italienne fondatrice des maîtresses pieuses.
- Marguerite Clitherow († 1586), Laïque anglaise martyre à York.
- Marie-Alphonsine Danil Ghattas († 1927), religieuse palestinienne fondatrice des sœurs du Rosaire de Jérusalem.
- Rosa Flesch / Marie-Rose Flesch († 1906), bienheureuse religieuse allemande fondatrice des franciscaines de la Bienheureuse Vierge Marie des Anges.
- Placide Riccardi († 1915), bienheureux bénédictin italien de l'abbaye de Saint-Paul-hors-les-Murs de Rome.
- Procope de Sázava († 1053), ermite, fondateur du monastère de Sázava.
- Richard de Pontoise († 1179), martyr.
- Thomas de Costacciaro († 1337), bienheureux ermite camaldule au Mont Cucco.

#### Saint orthodoxe du jour (aux dates éventuellement"juliennes"/ orientales)
Saints orthodoxes du jour :

### Prénoms
Bonne fête aux Humbert et ses variantes : Humberto/a, Umberto/a, Humber (après les Herbert le 20 mars, date la plus fréquente de début officiel du printemps boréal, les Hubert le 3 novembre, etc.).
Et aussi aux :
- Évangéline et ses variantes : Évangélista, Evangelina, Evangélina etc., Annonciation d'une "bonne nouvelle" oblige, comme aussi Annonciade, Anunziata, Anunciata ;
- Hermeland et ses variantes : Erblain, Erblon, Ermeland, Herblain, Herbland ;
- Mordiern,
- Procope.

## Traditions et superstitions

### Le 25 mars dans la tradition judéo-chrétienne
Cette tradition date du 25 mars plusieurs événements importants des Ancien et Nouveau Testaments, sans doute en lien avec la fonction de premier jour de l'an de cette date chez les chrétiens jusque vers 1581 :
- la chute d'Adam[réf. nécessaire] ;
- le meurtre d'Abel par Caïn[réf. nécessaire] ;
- le sacrifice de Melchisédech ;
- le sacrifice d'Isaac par Abraham ;
- l'Annonciation faite à Marie de sa grossesse divine, neuf mois avant la naissance de Jésus à Noël ;
- la décollation de Jean-Baptiste ;
- la mort des apôtres Pierre et Jacques[17].

### Dictons
- Propre à la saint-Humbert :
  - « S'il gèle à la saint-Humbert, les prairies diminuent d'un quart. »[réf. nécessaire]

- Propres au 25 mars :
  - « S'il gèle le 25 mars, pas de grain ni de vin. »[18] ou « S’il gèle le 25 mars, les prairies diminuent d’un quart. »[19]
  - ou encore « S’il gèle le 25 mars, il y aura disette de blé. »[19]
  - « Le 25 mars passé, plus de bois dois amasser. »[20] (Poitou)
  - « Le 25 mars, le compagnon rend la chandelle au patron. »[21]
  - « Au 25 mars, prés et treillis nettoieras, ou la peau du dos y laisseras. »[20]
  - « Au 25 la pâture dans les prairies est défendue. »[réf. nécessaire] (Vendée)

- Dictons propres à l'Annonciation :
  - « Le vent du jour de l'Annonciation est le vent dominant toute l'année. »[22] (Savoie)
  - « À l’Annonciation, les hirondelles annoncent la belle saison, à la Nativité (de la Vierge Marie les 8 septembre), elles nous quittent avec l’été. »[23]
  - « Si pour l’Annonciation la pluie est là, pour toutes les fêtes de la Vierge elle y sera. »[20]
  - « S'il pleut le jour de la bonne Dame, il pleut à toutes ses fêtes. »[19] (Allier)
  - « S’il pleut à l’Annonciation, pluie en août à foison »[20] ou « S'il pleut à l'Annonciation, pluie à discrétion. »[réf. nécessaire]
  - ou encore « Annonciation mouillée craint les giboulées. »[réf. nécessaire]
  - « A l’Annonce, le compagnon rend la chandelle au patron. »[réf. nécessaire]

- Dictons propres à Notre-Dame de mars :
  - « À Notre-Dame de mars, à bas les veillées. »[20] (période d'intense activité agricole, la longue journée de travail du paysan le faisant se coucher tôt)
  - « Le foin manquera et le blé sera rare, s’il tonne avant Notre-Dame de mars. »[20]
  - « S’il gèle à Notre-Dame de mars, chaque mois en aura sa part. »[19] (Haute-Loire)
  - « Avant Bonne Dame de mars, autant de jours les raines (grenouilles : rana en latin) chantent, autant par après s’en repentent. »[24]
  - « À la Marchesse, coucou est mort s’il ne prêche »[25]
  - ou « Si pour Notre-Dame, le coucou n’a pas chanté, c’est qu’il est tué ou bâillonné. »[26]

### Astrologie
- Signe du zodiaque : 5e jour du signe astrologique du Bélier.